# Tierpark Gera
Koordinaten: 50° 51′ 59″ N, 12° 3′ 52″ O
Der Thüringer Waldzoo Gera wurde 1962 als kleines Heimattiergehege gegründet und entwickelte sich zum größten Waldzoo Ostthüringens und einem der größten Thüringens. Er liegt mitten im Stadtwald – unmittelbar vor den Toren der Stadt Gera – im Martinsgrund. Eine Besonderheit bilden die durch starke Erosion entstandenen tiefen Schluchten.
Hier leben auf einem reichlich 20 Hektar großen Gelände knapp 900 Tiere aus etwa 76 verschiedenen Arten. Diese sind überwiegend auf der nördlichen Halbkugel beheimatet, wie zum Beispiel Damhirsche, Rothirsche, Rehe, Alpensteinböcke, Wisente oder Przewalskipferde. Als besonders erfolgreich gilt der Waldzoo Gera bei der Haltung von Elchen. Rentiere, Yaks und Europäische Mufflons sind weitere gehaltene Huftiere. In Käfigen und Volieren hält der Zoo unter anderem Uhus, Schneeeulen, Rohrweihen, Rotmilane, Polarfüchse und Luchse. Weitere Vögel sind mit Amazonen und Sittichen vertreten. Enten, Gänse und Schwäne beleben die Wasserläufe im Park. Waschbären teilen sich eine Anlage mit Frettchen und Marderhunde leben mit Steinmardern zusammen.

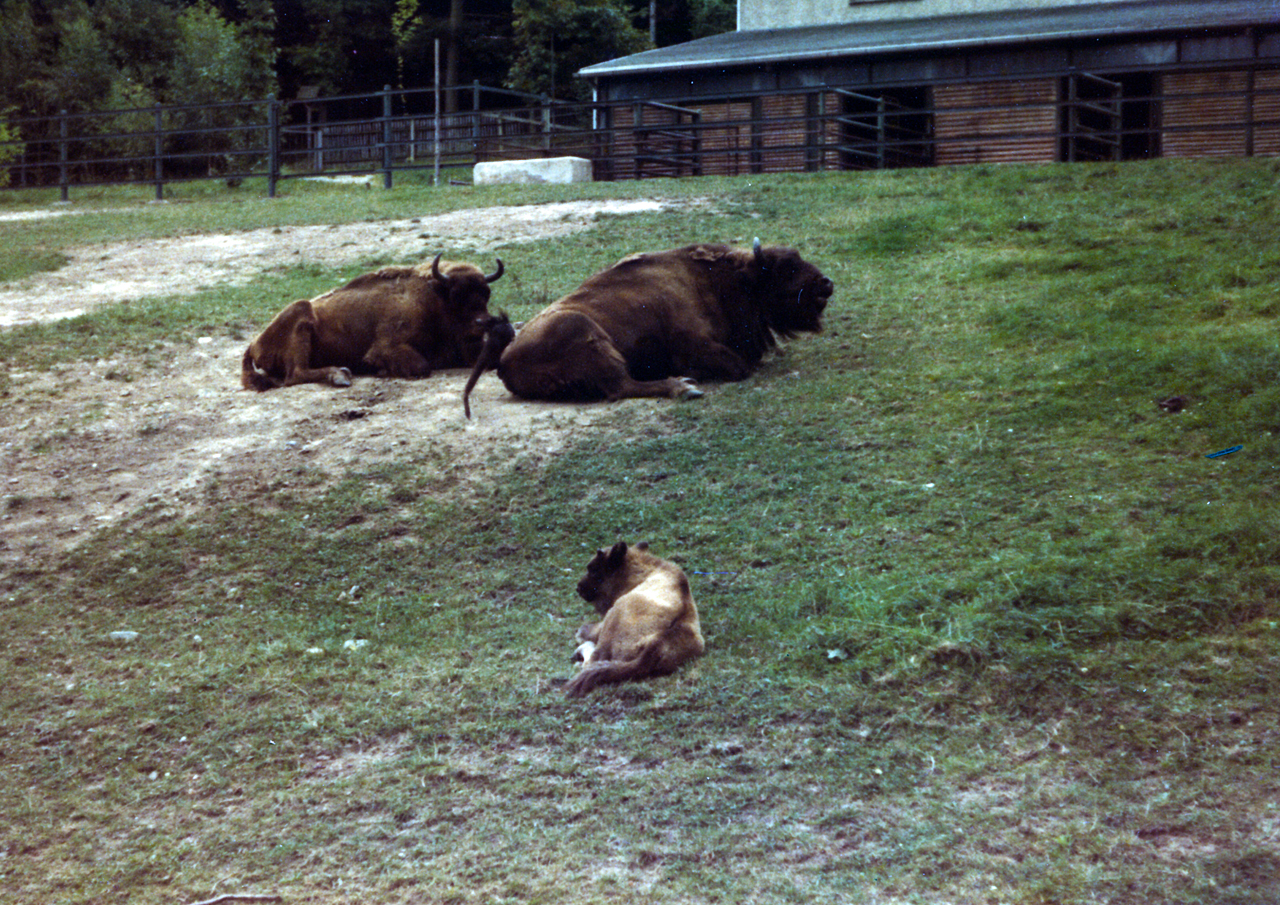
Wisente, 1983

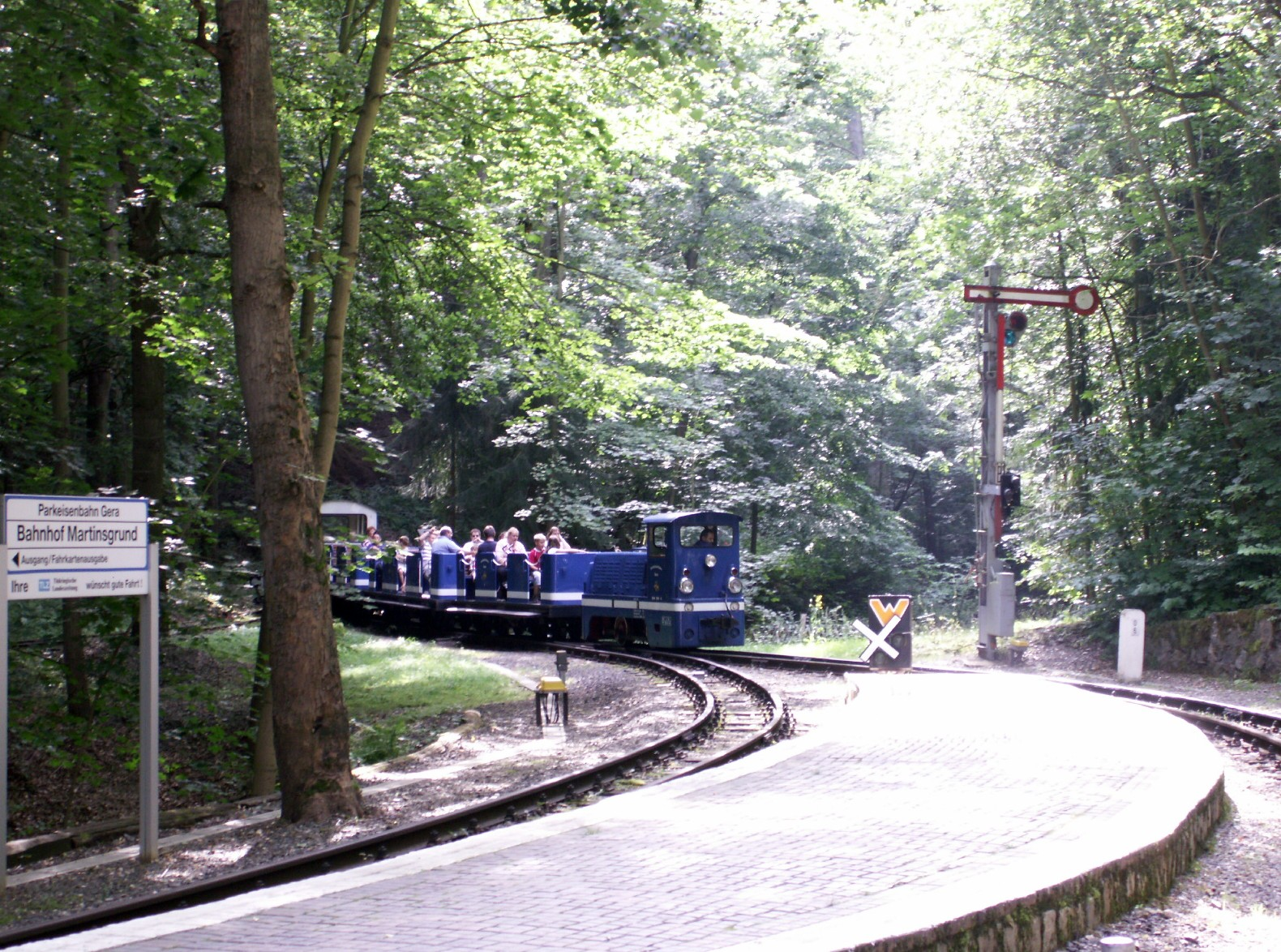
Die Parkeisenbahn am Bahnhof Martinsgrund

Zeigte der Waldzoo ursprünglich überwiegend heimische Tiere, so leben heute auch einige Exoten im Park. Der Zoo hat auch einen begehbaren Affenwald mit einer Familiengruppe Berberaffen. Das Wappentier der Stadt Gera, der Löwe, ist im Waldzoo vorhanden. Im selben Raubtierhaus sind auch China-Leoparden (Panthera pardus japonensis), eine asiatische Unterart des Leoparden, untergebracht. Es gibt weiterhin eine Anlage mit Nandus und Lamas. Besonders von Kindern nachgefragt ist der im Waldzoo integrierte Bauernhof. Neben typischen Nutztieren wie Haflingern, Hühnern und Enten leben hier auch alte Thüringer Haustierrassen wie die Thüringer Waldziege und der Thüringer Waldesel.
Der Thüringer Waldzoo Gera verfügt über eine Parkeisenbahn. Diese wurde im Jahr 1975 als Pioniereisenbahn angelegt und befördert heute jährlich etwa 45.000 Tierparkbesucher auf ihrer 800 Meter langen Gleisstrecke. Es gibt ein Streichelgehege und Erlebnisspielplätze. Führungen sowie die zahlreichen Sicht- und Ruheplätze im Park gehören zu weiteren Attraktionen.
Die Besucherzahl betrug 107.748 im Jahr 2008.
Der Verein der Freunde und Förderer des Tierparks Gera, der den Zoo seit 1991 unterstützt hatte, löste sich im Jahr 2018 auf.
Im März 2024 übernahm Michelle Machowinski die Leitung des Tierparks. Sie folgt auf Florian Weise, der die Position bis Juni 2023 bekleidet hatte.